# Storsjön, Härjedalen
Storsjön är en sjö i Bergs kommun i Härjedalen och ingår i Ljungans huvudavrinningsområde. Sjön är 27 meter djup, har en yta på 27,7 kvadratkilometer och befinner sig 564,1 meter över havet. Sjön avvattnas av vattendraget Ljungan.
Vid sjön ligger orten Storsjö med Storsjö kyrka. Vid sjöns nordöstra strand ligger Krankmårtenhögen.

## Delavrinningsområde
Storsjön ingår i delavrinningsområde (696797-136214) som SMHI kallar för Utloppet av Storsjön. Medelhöjden är 644 meter över havet och ytan är 115,88 kvadratkilometer. Räknas de 143 avrinningsområdena uppströms in blir den ackumulerade arean 953,76 kvadratkilometer. Avrinningsområdets utflöde Ljungan mynnar i havet. Avrinningsområdet består mestadels av skog (59 procent). Avrinningsområdet har 28,18 kvadratkilometer vattenytor vilket ger det en sjöprocent på 24,3 procent.